# Cantó d'Ortès
El cantó d'Ortès és un cantó del departament francès dels Pirineus Atlàntics, a la regió d'Aquitània. Està enquadrat al districte de Pau i té 13 municipis: Vaths de Biarn, Valensun, Bonnut, Castethins, Lanaplan, Ortès, Pujòu, Ramós, Semboès, Sent Gironç, Salas de Baura, Salas i Saut de Navalhas.

## Història
El 1790, el cantó comprenia les comunes actuals sense Salles-Mongiscard, però amb l'antiga comuna de Sainte-Suzanne (agregada a Ortès el 1973), Biron, Laà-Mondrans, Labeyrie, Lacadée, Loubieng, Montestrucq i Ozenx, aquestes dues darreres es van fusionar el 1972.
| Data d'elecció                               | Nom               | Partit | Qualitat        |
| -------------------------------------------- | ----------------- | ------ | --------------- |
| 1964                                         | Jacques Moutet    |        |                 |
| 1970                                         | Jacques Moutet    |        | Alcalde d'Ortès |
| 1976                                         | Christian Lalande |        |                 |
| 1982                                         | Christian Lalande |        |                 |
| 1988                                         | Christian Lalande |        |                 |
| 1994                                         | Bernard Moléres   | PS     |                 |
| 2001                                         | Bernard Moléres   | PS     |                 |
| 2008                                         | Bernard Moléres   | PS     | Alcalde d'Ortès |
| Les dades anteriors a 1964 no són conegudes. |                   |        |                 |
|                                              |                   |        |                 |